# 밀양종합운동장
밀양종합운동장(密陽綜合運動場, Miryang Stadium)은 대한민국 경상남도 밀양시에 있는 스포츠 시설이다. 주경기장, 보조경기장, 밀양스포츠센터, 배드민턴장, 게이트볼장 등 여러 스포츠 시설이 갖춰져 있다. 주경기장은 천연잔디 필드와 우레탄 트랙이 갖춰진 다목적 경기장이다.

## 참고 문헌
- “밀양종합운동장”. 밀양시시설관리공단.
- “밀양종합운동장”. 밀양시청. 2019년 8월 21일에 원본 문서에서 보존된 문서. 2019년 8월 21일에 확인함.
- 《전국 공공체육 시설 현황 (2017년말 기준)》. 대한민국 문화체육관광부. 2019.
- 《2023 전국 공공체육시설 현황 (2022년 12월말 기준)》. 대한민국 문화체육관광부. 2024.